# Paraula aguda
Una paraula aguda o mot agut (o oxítona) és aquella que conté la síl·laba tònica a l'última posició de veu (no es compten els monosíl·labs). En català porten accent gràfic les paraules agudes acabades en vocal, vocal +s, en, in, justament per marcar on cau l'accent, ja que no es pot predir (cada paraula té l'accent en una posició sense regles que la fixin) a diferència d'altres llengües, d'accent fix com el txec.
En francès la majoria de paraules o grups accentuals són aguts perquè tenen la tònica desplaçada cap al final. El mateix passa en turc o en àrab clàssic. Aquest predomini de paraules agudes fa que l'idioma tingui una melodia particular, recognoscible. En català les agudes són bastant nombroses, ja que molts mots llatins han perdut la terminació en l'evolució cap al català.
Una paraula aguda s'oposa a una paraula plana i a una paraula esdrúixola quan la tonicitat és rellevant en aquell idioma. com el català